# 相良前頼
相良 前頼（さがら さきより、生年不詳）は、南北朝時代の武将。相良氏の第7代当主。第6代当主相良定頼の長男。幼名は伊井之助、通称は近江守。法名は立阿。

## 略歴
応安元年/正平23年（1368年）に父の隠居により家督を継いだとも、応安5年/文中元年（1372年）の父の死により家督を継いだとも言われており、その詳細や経緯は定かではない。
当時南九州はほぼ全域で南朝方が優勢で、前頼も父存命時にすでに南朝側と内通して離反の準備をしていた。しかし建徳2年/応安4年（1371年）、九州探題として今川了俊（貞世）が新たに下向して来て、情勢に大きな変化があった。応安5年/文中元年、了俊は大宰府を奪還し、さらに肥後国に攻め入ろうとして筑後川で菊池氏と対峙した。了俊は相良家の一族に軍忠状を出して褒美を与えて繋ぎ止めることに成功し、相良左近将監、相良美作守などを服属させた。そのため、家督を相続してまもない頃の前頼も、北朝方に留ることになったものと思われる。
天授元年/永和元年（1375年）、征西大将軍懐良親王（南朝）が弟阿蘇惟武へ大宮司職を世襲させたことに不満を持った阿蘇惟村が北朝方に付いたため、了俊は惟村・前頼・美作守らに川尻を攻めさせた。幕府軍優勢でいくさは進んでいたが、了俊は島津氏久（大隅・日向守護）に仲介を依頼して少弐冬資を呼び寄せて暗殺。この水島の変によって、九州の有力御家人と九州探題との関係は一旦完全に破談し、再び混沌とした状態に逆戻りした。他方で、この水島の陣には相良一族からも相良長時が参陣していて、立ち退く際には殿軍で活躍したので、今川仲秋から感状を受けた。
またこの頃、父定頼の積年の宿敵であった多良木経頼（南朝）が死去し、子の頼仲に代った。
天授2年/永和2年（1376年）、了俊は島津氏久の討伐を計画して、球磨に子の今川満範を総大将として派遣した。満範は、前頼に禰寝久清と伊集院久氏に書を送って討伐に加わるよう籠絡することを依頼したが、久清も久氏もこれを拒否した。そこで満範は前頼と伊東氏祐と共に、日向国都之城（都城市）の北郷義久を攻めたが、義久は弟樺山音久と城を固守した。翌年（異説では3年後）、島津氏久・元久親子が来援して、蓑原の合戦があり、満範軍は大敗。前頼の弟頼氏も戦死した。しかし薩摩守護島津伊久が了俊に降って、氏久を牽制すると、薩隅日三州は膠着した。
天授4年/永和4年（1378年）、今川仲秋・大内義弘らが鎮西合戦で菊池武朝を破り、今川軍は肥後に入った。武朝と良成親王は託麻原の合戦（託摩原合戦）で奮戦してこれを撃退するが、南朝側の劣勢は明らかで、了俊は八代の対応を前頼と伊久に任せ、阿蘇は惟村に治めさせ、全力をもって菊池氏の本拠に迫った。そして弘和元年/永徳元年（1381年）、ついに隈府城を陥落させ、親王は御在所の染土城を放棄して退いた。肥後にはまだ宇土・川尻に名和願興や阿蘇惟政（惟武の子）ら南朝勢が残っていたが、了俊は三州の平定を優先させた。ところが、満範は二度に渡って再び義久の都城を攻めたが、攻略できなかったので、平定は難航した。一方で前頼は税所祐義と本田氏の於奴止利城を襲って攻略して日向に地歩を広げている。
その後、島津元久と伊久の両名は共に了俊に降って何とか収まったが、これは形式的に過ぎず、両名とも宇土・八代攻めへの参陣要請を無視。九州探題の権威を蔑ろにして、直接室町幕府に従うという態度をとった。了俊は禰寝氏に島津氏を監視させる以上は手が出せなかった。
もともと心情的には南朝方であった前頼は、九州の南朝方退潮を憂い、永徳3年/弘和3年（1383年）4月、突如として南朝方に寝返ると、征西将軍宮・良成親王より所領安堵された。至徳元年/元中元年（1384年）、了俊は満範を助力しようと家臣・宮内大輔三雄を二見（現八代市日奈久）派遣したが、翌年正月、前頼は名和氏に援兵を送ってこれを撃破した。驚いた了俊は渋谷重頼を援軍に差し向けたが、これも撃退された。三州の両島津氏、禰寝氏らも再び了俊に逆らう態度を見せ始め、南朝方は一気に復調。これを評価した南朝の後亀山天皇は、前頼を（日向国の代替として）肥前守護に任じ、さらに仙籍を許した。前頼は大変感激して益々の忠勤を誓った。
嘉慶元年/元中4年（1387年）、前頼は度々出撃して、八代、葦北、天草で今川軍と戦い、その軍功を賞されて、親王より肥前国小瀬庄を賜った。
明徳3年/元中9年（1392年）、足利義満によって南北朝合一が行われると、良成親王と了俊との間にも和議が成立した。前頼も了俊に帰順し、肥後では菊池氏や名和氏さえも武家側に降って乱は治まったが、薩摩・日向・大隅では、依然として戦乱は止まなかった。了俊は新たに第4子今川貞兼を派遣して鎮定させようとした。明徳4年、前頼はこの今川貞兼と共に日向国に侵攻して大挙して都城方面を目指して進出した。
明徳5年正月、貞兼と前頼は、伊東氏・土持氏・北原氏らと共に、北郷氏の一族が守る野々美谷城を落とし、梶山城（共に都之城の支城）を攻撃した。都之城から北郷久秀・忠通・知久兄弟が救援に駆けつけるが、梶山城は陥落し、久秀と忠通は戦死してしまった。これを聞いた島津元久は軍勢を率いて駆けつけて急襲する。この樺山城合戦で今川軍は敗れて、貞兼は東の飫肥城に逃れ、前頼は西の野々美谷城に逃れた。嫡男を殺された北郷義久は激怒して相良勢を追い詰め、そのまま城を強襲した。体制の整わぬまま戦った前頼は、弟丸目頼書、丸野頼成、青井前成ら共々討死して果てた。